# Jeron Robinson
Jeron Robinson (Angleton, 30 aprile 1991) è un altista statunitense.

## Biografia
Cresciuto in Texas, Robinson ha iniziato sin dall'high school a gareggiare nel salto in alto. Ha continuato la propria carriera sportiva nei circuiti NCAA in quanto studente presso la Texas A&M University di Kingsville.
A livello internazionale ha debuttato nel 2015 arrivando quarto ai Giochi panamericani di Toronto. Nel 2017, nonostante si sia classificato quarto ai trials nazionali, Robinson ha potuto prendere parte ugualmente ai Mondiali di Londra, approfittando del pass automatico di Erik Kynard (vincitore della Diamond League), fermandosi però ad un'altezza di 2,17 metri, in penultima posizione proprio davanti a Kynard.
Nel 2018, dopo aver vinto il titolo nazionale (replicato nel 2019), Robinson ha vinto la medaglia d'oro ai Campionati NACAC in Canada. Nel 2019 guadagna la finale Mondiale in Qatar, posizionandosi undicesimo.

## Palmarès
| Anno | Manifestazione      | Sede    | Evento        | Risultato | Prestazione | Note |
| ---- | ------------------- | ------- | ------------- | --------- | ----------- | ---- |
| 2015 | Giochi panamericani | Toronto | Salto in alto | 4º        | 2,28 m      |      |
| 2017 | Mondiali            | Londra  | Salto in alto | 26º (q)   | 2,17 m      |      |
| 2018 | Campionati NACAC    | Toronto | Salto in alto | Oro       | 2,28 m      |      |
| 2019 | Giochi panamericani | Lima    | Salto in alto | 6º        | 2,21 m      |      |
| 2019 | Mondiali            | Doha    | Salto in alto | 11º       | 2,24 m      |      |